# HomePlug
HomePlug is de naam van een technologie die apparaten in een huis via een elektronisch netwerk aan elkaar koppelt, en tevens de naam van een alliantie of organisatie van bedrijven die zich met deze technologie bezighoudt. De technologie is van het type "Power Line Communication". 
De organisatie bestaat uit ongeveer 50 bedrijven die samen de globale HomePlug-standaard bepalen, momenteel versie 1.0. HomePlug 1.0 bevat de specificaties voor een technologie die apparaten verbindt via het elektriciteitsnetwerk in een huis. Producten met het HomePlug certificaat verbinden computers en andere toestellen die gebruikmaken van ethernet, USB en 802.11. Veel apparaten gemaakt door leden van HomePlug voldoen aan de standaard en verbinden de toestellen met een netwerk. Het enige wat de gebruiker dient te doen is het apparaat inpluggen in een stopcontact met andere HomePlug-apparaten. 
Aangezien de veiligheden op stekkerdozen de hogefrequentiesignalen die HomePlug gebruikt zouden kunnen onderbreken wordt aangeraden om ze rechtstreeks in de muur in te pluggen zonder verlengdraden en dergelijke.

## Bediening
Omdat de signalen een korte afstand buiten de woning van de gebruiker opgevangen kunnen worden, zoals vele andere netwerkstandaarden, is er de mogelijkheid om een encryptiewachtwoord in te stellen. Zoals bij vele netwerkproducten zijn HomePlug-apparaten op zich al veilig: de HomePlug standaard stelt dat alle apparaten standaard een wachtwoord hebben, maar het is beter dat de gebruikers deze zelf veranderen.

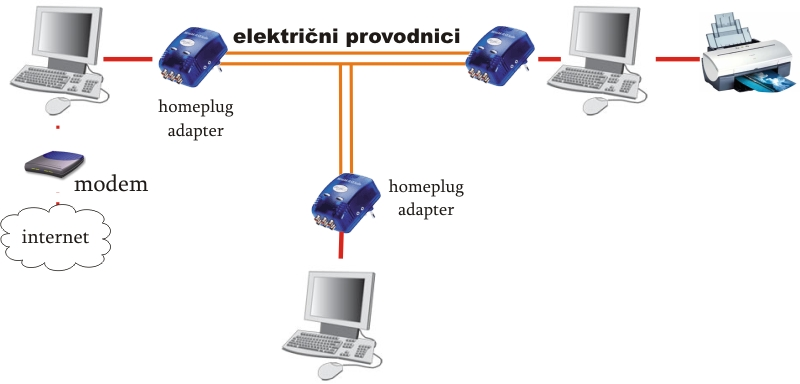
HomePlug

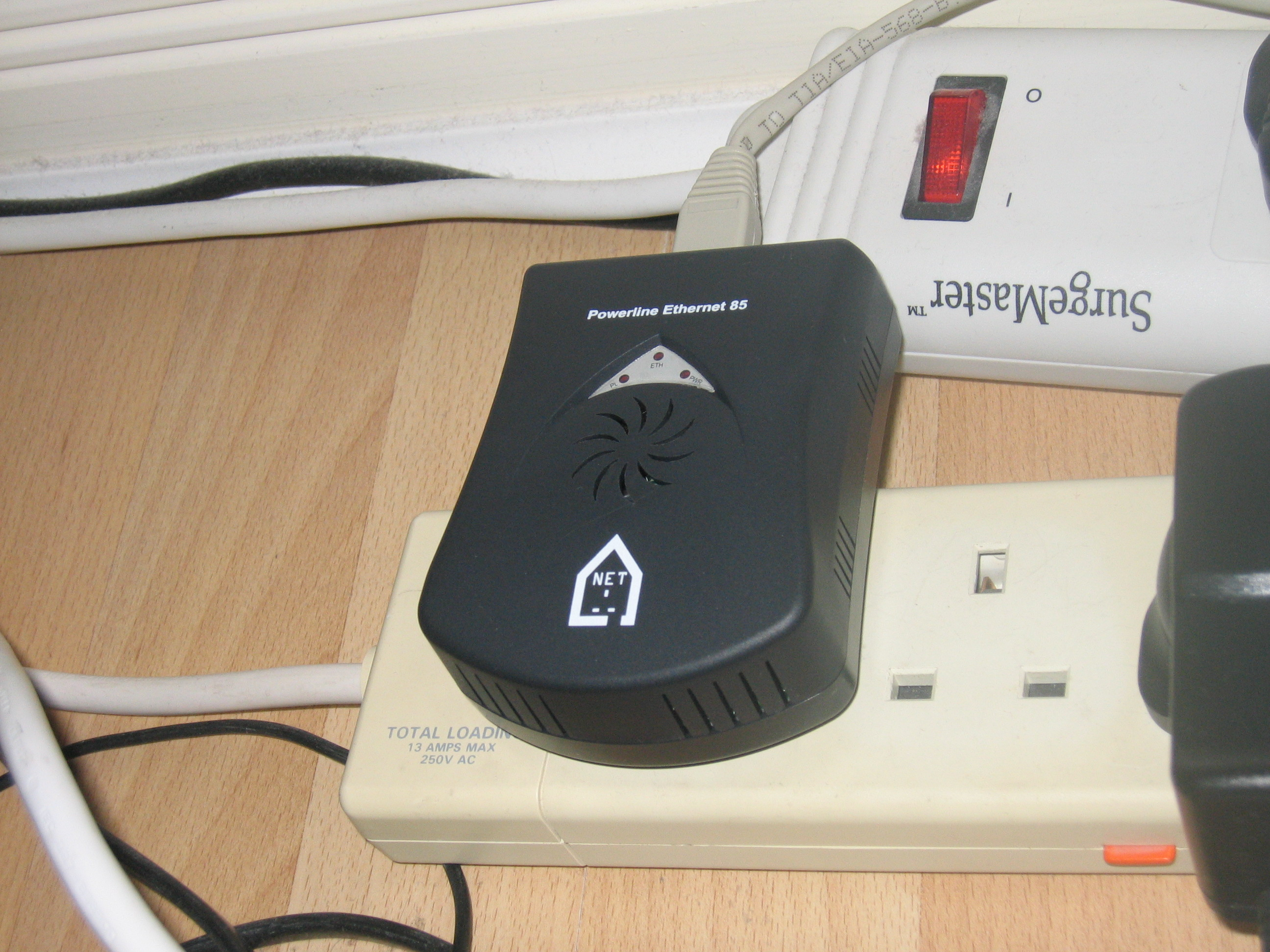
HomePlug-85Mbps-adapter

Om het configuratieproces te vergemakkelijken op een HomePlug-netwerk, heeft ieder apparaat een ingebouwd master-wachtwoord, willekeurig gekozen door de producent en hardwarematig bepaald, dat enkel gebruikt kan worden voor het instellen van de encryptiewachtwoorden. Een label op het apparaat duidt het master-wachtwoord aan.
Aangezien HomePlug apparaten meestal als Ethernet bruggen gebruikt worden, kunnen computers met een willekeurig besturingssysteem ze gebruiken om toegang te krijgen tot het netwerk.
Sommige producenten leveren echter een applicatie voor Microsoft Windows voor het instellen van het wachtwoord. Daarom is voor het instellen van de encryptie dus een Windows-computer vereist. Zodra de encryptie ingesteld is, is Windows niet langer een vereiste. Dus als  de apparaten in een netwerk met andere besturingssystemen dan Windows (bijvoorbeeld Linux) gebruiken, is een geleende laptop handig.

## Functionaliteit
De Ethernet data aan het begin of einde van de HomePluglink is niet gecodeerd (behalve als er natuurlijk gebruikgemaakt wordt van een hoger liggend protocol zoals HTTPS of VPN), enkel de link tussen de apparaten is gecodeerd, de computers hoeven dus niet op de hoogte te zijn van de encryptie.
Volgens de huidige standaard zijn snelheden van 500 of 1200 Mbit/s algemeen.
De alliantie kent certificaten toe aan producten die voldoen aan de standaard. Apparaten met het certificaat kunnen samenwerken met elkaar. Ze zullen echter niet werken met de nieuw gevormde Consumer Electronics Powerline Communications Alliance (CEPCA) (Sony, Mitsubishi en Panasonic), die powerline technologie ontwikkelde die snelheden tot 170 Mbit/s aankan.
Naast andere producten brengt HomePlug de mogelijkheid terug om Ethernet te gebruiken in bustopologie. Dit is mogelijk gemaakt door het gebruik van geavanceerde OFDM-modulatie die het het naast elkaar bestaan van verscheidene losse datadragers in hetzelfde draadpaar toestaat.
De HomePlug Powerline Alliance definieerde de volgende standaarden:
- HomePlug 1.0 - specificatie voor het verbinden van toestellen via elektriciteitsnetwerken thuis
- HomePlug AV - ontworpen voor het verzenden van hdtv en VoIP rond het huis
- HomePlug BPL - een werkgroep voor het ontwikkelen van een naar-het-huisverbinding
- HomePlug CC - Command en Control is een goedkope lagesnelheidstechnologie, om de bestaande hogesnelheidscommunicatiemiddelen aan te vullen. De specificatie biedt mogelijkheid tot controle over de belichting, toestellen, thermostaat, beveiliging en andere apparaten.

HomePlug werkt ook mee aan de ontwikkeling van de IEEE P1901-standaard.